# Imagismo
L'Imagismo è una corrente letteraria nata e diffusasi negli USA e nel Regno Unito nei primi anni del Novecento. In rottura con la tradizione poetica tardo romantica, l'imagismo sosteneva la necessità di un linguaggio poetico conciso e chiaro, basato sulla precisione e l'immediatezza con cui si presentano le immagini (the "things", le "cose").
Il linguaggio adottato dagli imagisti, che ebbero in Ezra Pound la figura di maggior rilievo, è semplice, essenziale, scarno, finalizzato al trattamento diretto della cosa senza divagazioni e mezzi termini. Gli imaginisti fondarono la rivista "Poetry" e pubblicarono un volume programmatico intitolato  Some Imagist Poets 1915, su geocities.com. URL consultato il 19 aprile 2008 (archiviato dall'url originale il 28 ottobre 2009)..
La narrazione non segue un filo cronologico ma procede attraverso continui spostamenti nel tempo. In un secondo tempo l'interesse si spostò sul verso libero e sulla sperimentazione ritmica e metrica: l'adozione del verso libero rese la poesia imagista molto più simile alla prosa e il linguaggio sempre più vicino a quello parlato nella quotidianità.

## Scrittori imagisti
- Conrad Aiken
- Richard Aldington
- Richard Brautigan
- John Cournos
- Hilda Doolittle (H.D.)
- John Gould Fletcher
- Frank Stuart Flint
- Ford Madox Ford
- Thomas Ernest Hulme
- James Joyce
- D. H. Lawrence
- Amy Lowell
- John Masefield
- Ezra Pound
- William Carlos Williams